# Trzciana (przystanek kolejowy)
Trzciana – przystanek kolejowy, a dawniej stacja kolejowa we wsi Trzciana, w województwie podkarpackim, w Polsce.

## Ruch pasażerski
| Rok  | Wymiana pasażerska na dobę |
| ---- | -------------------------- |
| 2017 | 100-149                    |
| 2022 | 300-499                    |